# Eugenio II
Eugenio II (Roma (¿?)-27 de agosto de 827). Papa 99.º de la Iglesia católica de 824 a 827.

## Biografía
Elegido con el apoyo de la nobleza y en contra de la opinión del pueblo romano que prefería como papa a Licinio, solicitó el apoyo del emperador Ludovico Pío quien envió a Roma a su hijo y corregente Lotario I con el fin de mantener la autoridad del nuevo Papa.
Aprovechando su estancia en Roma, Lotario impuso a Eugenio II un documento conocido como Constitutio Lotharii por el que se corrigieron los numerosos abusos de la administración papal, se restauró el poder de la nobleza y se incluyó un estatuto según el cual ningún papa sería consagrado hasta que su elección hubiera sido aprobada por el emperador de Occidente.
Durante su pontificado, al constatar que muchos clérigos desconocían aspectos básicos de la doctrina, decretó que los mismos fueran suspendidos de sus funciones hasta ser debidamente formados, por lo que se le atribuye la creación de los seminarios. 
Habilitó a los clérigos a dedicarse a actividades seculares y a vestir de acuerdo con dichas actividades.
Asimismo formó una comisión para vigilar los cánones y leyes de la Iglesia y que constituyó el germen de la curia romana.
Por las medidas que adoptó a favor de los pobres, viudas y huérfanos recibió el sobrenombre de “padre del pueblo”.
Falleció el 27 de agosto de 827 y fue enterrado en la Basílica de San Pedro.